# Terza crociata svedese
La terza crociata svedese fu una spedizione militare condotta in Finlandia contro i pagani della Carelia dal 1293 al 1295. Al termine della campagna, gli svedesi espansero con successo i loro confini verso est e ottennero un ulteriore controllo delle loro terre in Finlandia.

## Contesto storico
L'operazione militare seguì la forse mitica prima e seconda crociata svedese condotta in Finlandia. La fortezza di Vyborg fu fondata nel 1293 rimpiazzando una vecchia struttura difensiva distrutta in Carelia, la quale risultava l'avamposto più orientale del regno medievale di Svezia. Dopo la crociata, la Carelia occidentale rimase sotto il dominio svedese fino al trattato di Nystad del 1721.
Il nome della spedizione, solitamente legato alle crociate del nord, viene sovente adottato dalla storiografia finlandese. Secondo la Cronaca di Erik (Erikskrönikan), il motivo per cui ebbero luogo le spedizioni riguardò le intrusioni pagane nei territori cristiani. Stando sempre alla stessa opera, gli svedesi sottrassero quattordici centene ai careliani.
I careliani avevano eseguito delle grandi incursioni in Svezia nel 1257, le quali spinsero il re Valdemaro (al potere dal 1250 al 1275) a chiedere a papa Alessandro IV di dichiarare una crociata contro di loro, proposta a cui egli acconsentì.
Birger Magnusson, re di Svezia dal 1290 al 1318, dichiarò in una lettera del 4 marzo 1295 rivendicò la crociata affermando che fosse necessaria per scongiurare il banditismo e gli annosi saccheggi condotti nella regione del Mar Baltico dai careliani, così come per vendicare i prigionieri svedesi e altri viaggiatori catturati e torturati.

## La spedizione

### 1293
In primavera, una grande flotta salpò alla volta della Finlandia sotto il comando di Torkel Knutsson, perseguendo l'obiettivo di spostare il confine della Svezia più a est. Il momento in cui muoversi venne scelto con attenzione, poiché si decise di approfittare degli attacchi contemporaneamente scagliati dai tartari contro la Moscovia e la Repubblica di Novgorod.
I guerrieri svedesi avevano deciso di prendere di mira il porto e il mercato di Suomenvedenpohja, in seguito divenuto noto come Vyborg. Il luogo in cui sorgeva l'insediamento si trovava allo sbocco occidentale del Vouksen, un braccio ora prosciugato, e rappresentava in principali avamposti per il commercio e gli scambi compiuti dai careliani occidentali con il mondo esterno; anche prima dell'arrivo degli svedesi, sul posto sorgeva una fortificazione careliana più antica. L'intento era quello di imporre l'egemonia svedese e conseguentemente della Chiesa cattolica sulla Carelia occidentale.
Tale campagna non è particolarmente ben descritta nelle cronache. Gli svedesi stabilirono una roccaforte a Suomenvedenpohja, in circostanze apparentemente pacifiche. Si è immaginato che i combattenti stessero costruendo anche un nuovo presidio a Ladoga, nel luogo in cui si trova l'odierna Taipale. Lì, sul monte Korela, sarebbe stata attiva per breve tempo una struttura difensiva. Nel 1310, i novgorodiani costruirono un insediamento fortificato sulle fondamenta di Korela.
L'esercito svedese scelse di salpare e tornare in patria in autunno, lasciando una guarnigione nella nuova roccaforte. Non è noto chi fosse il primo capo di Viborg, ma la Cronaca di Rim attesta che «osò incontrare un pagano adirato al suo cospetto», riconoscendone il coraggio.

### 1294

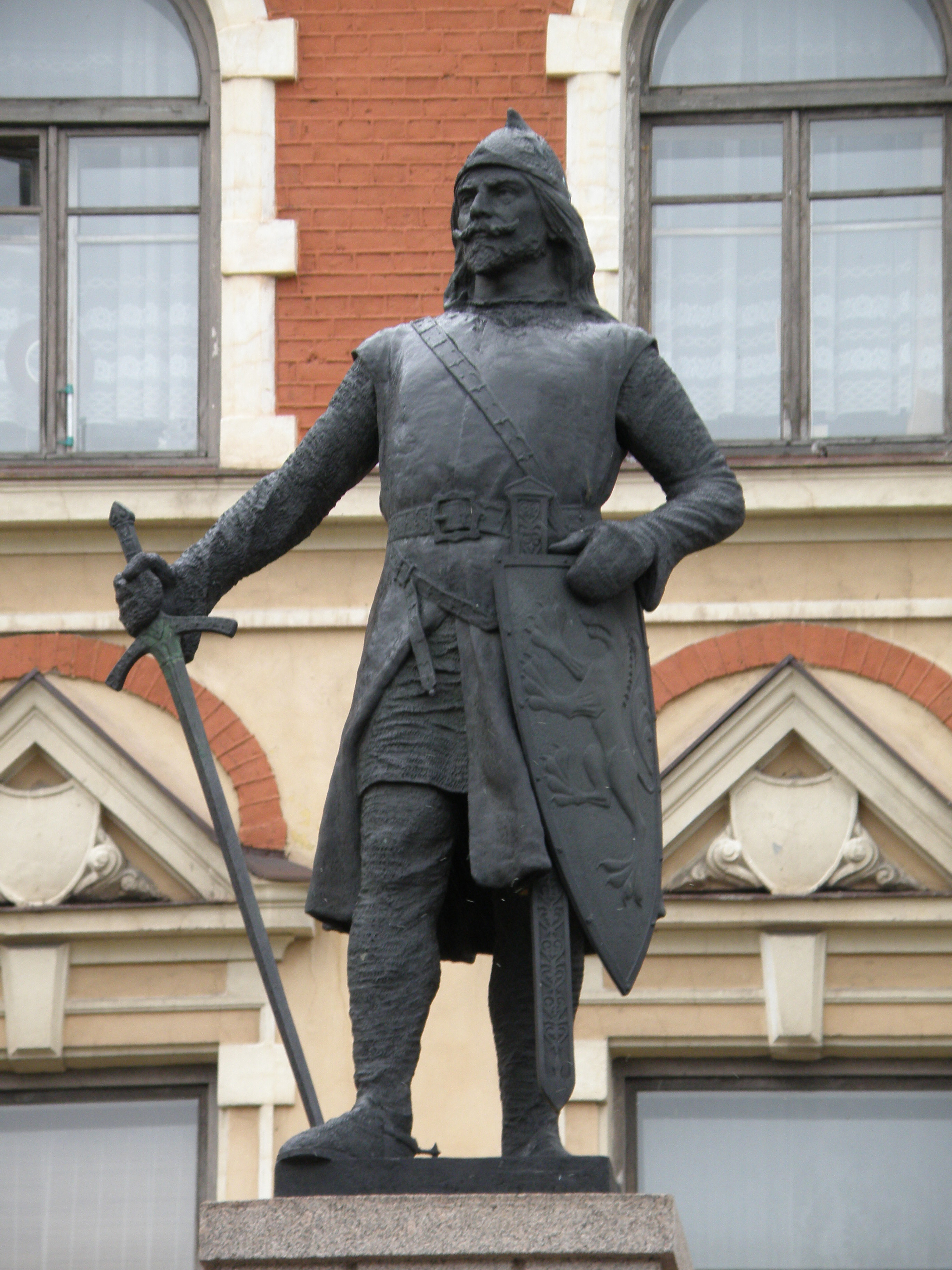
Statua di Torkel Knutsson a Vyborg

#### Assedio di Viborg
Nel marzo del 1294, le truppe di Novgorod guidate da Roman Glebovitj raggiunsero Viborg e si mossero rapidamente contro una delle torri della fortezza con l'intenzione di distruggerla, piazzando sei grandi trabucchi che a loro volta lanciarono massi contro le mura. In seguito, si dispiegarono in fretta al fine di poter condurre un efficace assalto attraverso il ghiaccio contro la struttura difensiva. I novgorodiani guidarono l'assalto contro Viborg il 30 marzo, ma le condizioni meteorologiche salvarono gli svedesi, poiché un vento mite e caldo giunse da sud-ovest e sciolse in parte il ghiaccio rompendolo, circostanza la quale rese impossibile condurre un assalto senza munirsi di imbarcazioni.
È probabile che tra i difensori attribuirono il miracolo a Sant'Olaf e alla Vergine Maria, ritenendo che la volontà divina fosse quella di rendere Viborg svedese. Secondo la cronaca, uno dei comandanti di nome Ivan Klekatjevitč morì. Fallito il tentativo di respingimento degli aggressori stranieri, i novgorodiani furono costretti a ritirarsi.

#### Contrattacco svedese
Più avanti nella primavera, una nuova flotta arrivò dalla Svezia e presto passò all'offensiva, concentrandosi stavolta su Kexholm. Uno stabile insediamento in quella località gli avrebbe permesso di ampliare più facilmente i propri domini a scapito dei careliani. L'assalto che ne seguì portò alla presa di Kexholm e allo stanziamento di una guarnigione svedese nella fortezza. Il grosso dell'esercito fece ritorno dapprima a Viborg e poi in Svezia.

### 1295
L'attacco a Kexholm si rivelò un colpo mortale contro la Novgorod e permette di desumere che i legami tra i careliani orientali con i novgorodiani fosse più saldi rispetto alla Carelia occidentale.
Prima che il ghiaccio tornasse a sciogliersi e potessero giungere dei rinforzi svedesi, un esercito di Novgorod volle ritentare l'attacco a Kexholm. In quella fortezza, le scorte si esaurirono rapidamente e quando la carestia divenne troppo grave, la guarnigione eseguì un disperato tentativo di sfondare le linee nemica. Benché all'inizio gli svedesi fossero riusciti a prevalere, la loro spossatezza consentì alla lunga ai rivali di prevalere. Soltanto due svedesi riuscirono a sfuggire, mentre tutti gli altri finirono trucidati o catturati, compreso il comandante.
La notizia della sconfitta a Kexholm probabilmente non generò alcun panico in Svezia. Il re era molto soddisfatto dei successi riportati negli anni precedenti a est, che avevano rafforzato radicalmente l'autostima svedese. La spinta propulsiva verso est continuò per i circa trent'anni successivi, causando guerre e devastazioni. L'intensità, tuttavia, fu variabile, tanto che nessuna fonte accenna alcunché a proposito di eventi bellici avvenuti lungo il confine orientale della Finlandia tra 1296 e 1299. Si può quindi ragionevolmente supporre che i combattimenti si esaurirono nell'anno 1300, quando ricominciarono con un ritmo serrato.

## Conseguenze
La crociata guidata da Torkel Knutsson portò all'estensione del confine svedese in Finlandia verso est e alla resa dei careliani, i quali iniziarono a pagare le tasse agli svedesi e furono cristianizzati.
Nel 1300 il reggente svedese inviò un altro esercito che costruì una fortezza chiamata Landskrona (in futuro ricostruita dai russi come Nyenschantz) su un'isola lungo il fiume Neva. Inizialmente gli svedesi respinsero un assedio della fortezza, ma pur avendo lasciato lì una guarnigione essa dovette capitolare di fronte a un esercito novgorodiano inviato l'anno seguente; la struttura difensiva fu rasa al suolo.

## Elenco delle battaglie
- Assedio di Viborg - Vittoria svedese
- Assalto a Kexholm - Vittoria svedese
- Assedio di Kexholm - Vittoria novgorodiana